# Laurent Yapi
Laurent Yapi (* 24. September 1937 in Memni, Französisch-Westafrika; † 17. August 1980) war ein ivorischer römisch-katholischer Geistlicher und Bischof von Abengourou.

## Leben
Laurent Yapi empfing am 21. Dezember 1963 das Sakrament der Priesterweihe für das Erzbistum Abidjan.
Am 21. September 1970 ernannte ihn Papst Paul VI. zum Titularbischof von Capsus und zum Weihbischof in Abidjan. Der Erzbischof von Abidjan, Bernard Yago, spendete ihm am 25. Oktober desselben Jahres in der Kirche Notre-Dame in Treichville die Bischofsweihe; Mitkonsekratoren waren der Bischof von Man, Bernard Agré, und der Bischof von Katiola, Emile Durrheimer SMA.
Papst Johannes Paul II. bestellte ihn am 12. Januar 1979 zum Bischof von Abengourou.